# عود خسياني
عود خسياني (الاسم العلمي:Aquilaria khasiana) هو نوع من النباتات يتبع جنس العود من الفصيلة المثنانية.